# Susumu Fujita
Susumu Fujita 藤田 進 (Fujita Susumu?) (Kurume, 8 gennaio 1912 – Shibuya, 23 marzo 1991) è stato un attore giapponese.

## Biografia
Comparve in molti film di Akira Kurosawa, a partire da Sanshiro Sugata (1943), film d'esordio del regista, in cui Fujita interpretò il ruolo del protagonista, per proseguire poi in molti altri suoi lungometraggi, tra cui Gli uomini che mettono il piede sulla coda della tigre (come Togashi, comandante delle guardie di frontiera), La fortezza nascosta (in veste di generale Tadokoro) e La sfida del samurai (come Homma). Successivamente, recitò come attore non protagonista in moltissime altre produzioni, come Watang! Nel favoloso impero dei mostri di Ishirō Honda.
Prima e durante la seconda guerra mondiale, Fujita era considerato una delle grandi star del cinema giapponese. Nel dopoguerra divenne noto per ruoli secondari, spesso interpretando il soldato o il generale in film di guerra. Durante gli anni sessanta e settanta recitò in ruoli secondari in «film con effetti speciali» come Chōhen kaijū eiga Ultraman e Frankenstein Conquers the World.

## Filmografia parziale
- Hataraku ikka (1939)
- Shanhai rikusentai (1939)
- Byakuran no uta: zenpen: kôhen (1939)
- Moyuru ôzora (1940)
- Tsuma no baai (1940)
- Kaigun bakugekitai (1940)
- Okumura Ioko (1940)
- Nessa no chikai (1940)
- Shidō monogatari (1941)
- Seishun no kiryû (1942)
- Midori no daichi (1942)
- Haha wa shinazu (1942)
- Hawaii Mare okikaisen (1942)
- Sanshiro Sugata (1943)
- Wakaki hi no yorokobi (1943)
- Neppû (1943)
- Himetaru kakugo (1943)
- Kato hayabusa sento-tai (1944)
- Raigekitai Shutsudô (1944)
- Raigekitai shutsudo (1944)
- Nichijô no tatakai (1944)
- Kanjôkai no bara (1945)
- Sanshiro Sugata 2 (1945)
- Nihon kengô den (1945)
- Kita no san-nin (1945)
- Koi no fuunjî (1945)
- Gli uomini che mettono il piede sulla coda della tigre (1945)
- Urashima Tarô no kôei (1946)
- Minshū no Teki (1946)
- Asu o tsukuru hitobito (1946)
- Reijin (1946)
- Non rimpiango la mia giovinezza (1946)
- Aru yo no tonosama (1946)
- Mille e una notte con la Toho (1947)
- Kâkedashî jidaî (1947)
- Hana hiraku - Machiko yori (1948)
- Issun-boshi (1948)
- Ikiteiru gazô (1948)
- Shirozukin arawaru (1949)
- Kirare no Senta (1949)
- Mori no Ishimatsu (1949)
- Umi no G-men (1950)
- Kai Jo G-Men (1950)
- Sasameyuki (1950)
- Hi no tori (1950)
- Netsudeichi (1950)
- Ginza Sanshiro (1950)
- Jiyuu gakko (1951)
- Bungawan soro (1951)
- Nadare (1952)
- Himeyuri no tō (1953)
- Kenbei (1953)
- Senkan Yamato (1953)
- Waga koi no lila no kokage ni (1953)
- Hana to ryû - Dai-ichi-bu: Dôkai-wan no rantô (1954)
- Hana to ryû - Dai-ni-bu: Aijô ruten (1954)
- Horafuki tanji (1954)
- Sensuikan Rogô imada fujôsezu (1954)
- Nihon yaburezu (1954)
- Hana to ryu (1954)
- Non-chan kumo ni noru (1955)
- Ai no rekishi (1955)
- Hokkai no hanran (1956)
- Silver Snake Iwashiya (1956)
- Ona shinju-ō no fukushū (1956)
- Rônin-gai (1957)
- Awa odori naruto no kaizoku (1957)
- Due gentiluomini attraverso il Giappone (Escapade in Japan), regia di Arthur Lubin (1957)
- Jirochô gaiden: Ôabare jirochô ikka (1957)
- I misteriani (1957)
- Meiji tennō to Nichiro daisensō (1958)
- Satsujinki: Kumo-otoko (1958)
- La fortezza nascosta (1958)
- Kumo-otoko no gyakushû (1958)
- Songokû (1959)
- Sensuikan I-57 kofuku sezu (1959)
- La condizione umana (1959)
- Watashi wa kai ni naritai (1959)
- Kunisada Chûji (1960)
- Hawai Middouei daikaikusen: Taiheiyo no arashi (1960)
- I cattivi dormono in pace (1960)
- Yatarô gasa (1960)
- Shî no tsûisekishâ (1960)
- Ōsaka-jō Monogatari (1961)
- La sfida del samurai (1961)
- Ai to honoho to (1961)
- Dobunezumi sakusen (1962)
- Chushingura: 47 Samurai (1962)
- Attack Squadron! (1963)
- Anatomia di un rapimento (1963)
- Chintao yosai bakugeki meirei (1963)
- Hiken (1963)
- Atragon (1963)
- Kokusai himitsu keisatsu (1964)
- Kyo mo ware ozora ni ari (1964)
- Watang! Nel favoloso impero dei mostri  (1964)
- Dogora - Il mostro della grande palude (1964)
- Horafuki taikoki (1964)
- Samurai Assassin (1965)
- Kiga Kaikyo (1965)
- Zoku shachô ninpôchô (1965)
- Fûrai ninpôchô (1965)
- Taiheiyo kiseki no sakusen Kisuka (1965)
- Frankenstein Conquers the World (1965)
- Zero faita dai kûsen (1966)
- Nippon ankokugai (1966)
- Nihon ânkokugai (1966)
- Hokkai no Abare-Ryu (1966)
- Bosû wa ore no kenjû de (1966)
- Japan's Longest Day (1967)
- Chōhen kaijū eiga Ultraman (1967)
- Rengo kantai shirei chōkan Yamamoto Isoroku (1968)
- Furesshuman wakadaishô (1969)
- Nihonkai daikaisen (1969)
- Hiko shonen: Wakamono no toride (1970)
- Nora-neko rokku: Onna banchô (1970)
- Gekido no Showa shi-Gunbatsu (1970)
- Tora! Tora! Tora! (1970)
- Shiosai (1971)
- Shin Abashiri Bangaichi: Fubuki no Dai-Dassou (1971)
- Shin abashiri bangaichi: Arashi yobu shiretoko-misaki (1971)
- Bokyo Komori-uta (1972)
- Seishun no mon (1975)
- Nihon no jingi (1977)
- Fuyu no hana (1978)
- Ultraman: Great Monster Decisive Battle (1979)
- Shikake-nin Baian (1981)
- Rengo kantai (1981) - Koshirō Oikawa
- Kaikyô (1982)
- Namidabashi (1983)
- Tantei Monogatari (1983)
- Mori no mukougawa (1988)
- Roppongi banana boys (1989)

## Doppiatori italiani
- Sergio Lucchetti in Sanshiro Sugata, Sanshiro Sugata 2, Gli uomini che mettono il piede sulla coda della tigre, Non rimpiango la mia giovinezza (doppiaggi tardivi)
- Gino Baghetti in I misteriani
- Franco Odoardi in Dogora - Il mostro della grande palude